# إهليلج جاكوبي

إهليلج جاكوبي هو إهليلج متوازن ثلاثي المحاور ينشأ عندما يدور جسم سائل ذو جاذبية ذاتية وكثافة موحدة مع سرعة زاوية ثابتة. سمي على اسم عالم الرياضيات الألماني كارل غوستاف جاكوب جاكوبي.

## التاريخ
قبل جاكوبي، كان سطح ماكلورين شبه الكروي الذي أُصيغ عام 1742، هو النوع الإهليلجي الوحيد الذي يمكن أن يكون في حالة توازن. نظر لاغرانج في عام 1811 في إمكانية وجود إهليلج ثلاثي المحاور في حالة توازن، لكنه خلص إلى أن محورين خط الاستواء الإهليلجي يجب أن يكونا متساويين، مما يؤدي إلى حل سطح ماكلورين شبه الكروي. لكن جاكوبي أدرك أن إثبات لاغرانج كان كافيًا ولكنه ليس ضروريًا، وعلق قائلاً: «يمكن للمرء أن يرتكب خطأً جسيمًا إذا افترض أن الأجسام شبه الكروية هي الشكل الوحيد المقبول في حال توازن حتى في ظل الافتراض المقيد للأسطح من الدرجة الثانية»، ويضيف كذلك «في الواقع، هناك اعتبار بسيط يدل على أن القطع الإهليلجية مع ثلاثة محاور غير متكافئة يمكن أن تكون صورة للتوازن.»

## معادلة جاكوبي
بالنسبة للإهليلج ذي المحاور شبه الرئيسية a, b, c, السرعة الزاوية {\displaystyle \Omega } حول محور z تُعطى بالمعادلة الآتية
{\displaystyle {\frac {\Omega ^{2}}{\pi G\rho }}=2abc\int _{0}^{\infty }{\frac {udu}{(a^{2}+u)(b^{2}+u)\Delta }}\ ,\quad \Delta ^{2}=(a^{2}+u)(b^{2}+u)(c^{2}+u),}
حيث {\displaystyle \rho } هي الكثافة، وG هو ثابت الجاذبية بالنسبة للحالة
{\displaystyle a^{2}b^{2}\int _{0}^{\infty }{\frac {du}{(a^{2}+u)(b^{2}+u)\Delta }}=c^{2}\int _{0}^{\infty }{\frac {du}{(c^{2}+u)\Delta }}.}
بالنسبة للقيم الثابتة a و b، فيمكن الحصول على c من الحالة السابقة
{\displaystyle {\frac {1}{c^{2}}}>{\frac {1}{a^{2}}}+{\frac {1}{b^{2}}}.}
يمكن التعبير عن التكاملات من حيث التكاملات الإهليلجية غير المكتملة. بالنسبة لتكامل الإهليلج لشكل كارلسون المتماثل (رمز)، تصبح صيغة السرعة الزاوية
{\displaystyle {\frac {\Omega ^{2}}{\pi G\rho }}={\frac {4abc}{3(a^{2}-b^{2})}}(a^{2}R_{J}(a^{2},b^{2},c^{2},a^{2})-b^{2}R_{J}(a^{2},b^{2},c^{2},b^{2}))}
وحالة الحجم النسبي للمحاور شبه الرئيسية a, b, c
{\displaystyle {\frac {2}{3}}{\frac {a^{2}b^{2}}{b^{2}-a^{2}}}(R_{J}(a^{2},b^{2},c^{2},a^{2})-R_{J}(a^{2},b^{2},c^{2},b^{2}))={\frac {2}{3}}c^{2}R_{J}(a^{2},b^{2},c^{2},c^{2}).}
ويُعطى الزخم الزاوي L لجسم الإهليج جاكوبي بواسطة
{\displaystyle {\frac {L}{\sqrt {GM^{3}{\bar {a}}}}}={\frac {\sqrt {3}}{10}}{\frac {a^{2}+b^{2}}{{\bar {a}}^{2}}}{\sqrt {\frac {\Omega ^{2}}{\pi G\rho }}}\ ,\quad {\bar {a}}=(abc)^{1/3},}
حيث M هي كتلة الإهليلج، و (رمز) هو نصف القطر المتوسط.

## العلاقة مع إهليلج ديديكايند
إن إهليلج جاكوبي وديديكايندن كلاهما شكلان في حالة توازن لجسم من سائل الجاذبية الذاتية المتجانس. ومع ذلك، في حين يدور الإهليلجي جاكوبي جسديًا -مع عدم وجود تدفق داخلي للسائل في الإطار الدوار- يحافظ الإهليلجي ديديكيند على اتجاه ثابت، حيث يدور السائل المكون في داخله. وهذه نتيجة مباشرة لنظرية ديديكايند.
لأي إهليلج جاكوبي مُعطى، يوجد إهليلج ديديكايند له نفس المحاور شبه الرئيسية a, b, c ونفس الكتلة مع مجال سرعة تدفق
{\displaystyle \mathbf {u} =\zeta {\frac {-a^{2}y\mathbf {\hat {x}} +b^{2}x\mathbf {\hat {y}} }{a^{2}+b^{2}}},}
حيث (رمز) هو الدوامية، وهو موحد على طول الجسم الكروي (معادلة). ترتبط السرعة الزاوية (رمز) لإهليلج جاكوبي والدوامية لإهليلج ديديكايند المقابل بواسطة
{\displaystyle \zeta =\left({\frac {a}{b}}+{\frac {b}{a}}\right)\Omega .}
أي أن كل جسيم من سائل الإهليج ديديكايند يصف دائرة إهليلجية مماثلة في نفس الفترة التي يؤدي فيها الجسم الكروي جاكوبي دورة واحدة.
في الحالة الخاصة a=b، يصبح إهليلج جاكوبي وديديكايند متماثلين؛ من حيث الدوران الجسدي وكمية تدفق دائرية لنفس الشيء. في هذه الحالة (معادلة) تكون دائمًا صحيحة لجسم دوار متصلب.
في الحالة العامة، تتمتع الإهليلج جاكوبي وديديكايند بنفس الطاقة ولكن الزخم الزاوي للكروي جاكوبي هو الأكبر بعامل
{\displaystyle {\frac {L_{\mathrm {Jac} }}{L_{\mathrm {Ded} }}}={\frac {1}{2}}\left({\frac {a}{b}}+{\frac {b}{a}}\right).}